# Fatti di Mantova

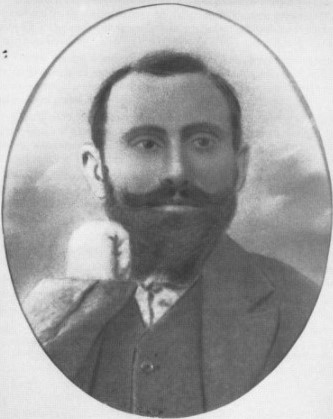
Giuseppe Bertani, una delle vittime dei Fatti di Mantova.

I Fatti di Mantova, detti anche Giornate Rosse di Mantova, sono da considerare come un importante episodio del Biennio rosso, locuzione con la quale una parte della storiografia identifica gli anni 1919 e 1920.
I "Fatti di Mantova" rappresentarono l'episodio più cruento e sanguinoso all'interno di un vasto movimento di protesta esploso successivamente alla proclamazione, avvenuta il 2 dicembre 1919, dello sciopero generale nazionale voluto dalla Confederazione Generale del Lavoro e dal Partito Socialista. All'origine di tale proclamazione furono aggressioni compiute a danno di deputati socialisti all'uscita dalla Camera dei deputati, il 1º dicembre 1919. Era il giorno d'inaugurazione della nuova legislatura, dopo risultati elettorali che avevano visto forti affermazioni del Partito socialista e del neonato Partito Popolare.
Il giorno 3 dicembre gli scontri tra i dimostranti e forze dell'ordine si susseguirono per tutta la giornata. I cortei di dimostranti non ebbero una conduzione certa, ben presto sia i socialisti moderati, sia i massimalisti non furono in grado di bloccare gli eccessi dei rivoltosi. Furono assalite la stazione ferroviaria, le carceri ed alcune armerie. In questa prima giornata furono quattro le vittime, due civili, Rosa Comer e Cesare Fretta, un soldato, Giuseppe Panizzolo e un dimostrante, Ferruccio Penitenti. La libertà di manifestazione era stata concessa, ma l'ordine non era stato adeguatamente assicurato dagli esponenti sindacali e socialisti, in parte a causa della concorrenza degli anarchici.
Il giorno 4 dicembre la città era presidiata da maggiori forze dell'ordine allo scopo di non consentire più altri eventi tragici e "delinquenziali". In un'assemblea mattutina alla Camera del Lavoro fu indetto, per il pomeriggio, un comizio in Piazza Virgiliana che si svolse pacificamente. Alla sua conclusione, gruppi di persone da lì provenienti, alcune delle quali in possesso delle armi razziate il giorno precedente, tentarono, in Piazza Sordello, l'assalto alla Prefettura copiosamente presidiata da militari. Mentre gli scambi d'arma da fuoco andavano avanti a lungo, in Piazza Erbe una pattuglia di Carabinieri, equivocando sulla vicinanza degli spari, temendo di esserne il bersaglio, spararono sulla folla che defluiva dall'affollato comizio. Morirono immediatamente il sindacalista Giuseppe Bertani e Cornelio Accorsi. Ferito gravemente, Modesto Veronesi morì all'ospedale di Mantova.
Seguirono retate ed arresti: 177 a Mantova, 153 in provincia. Di questi ben 296 si trasformarono in rinvii a giudizio. L'anno dopo furono celebrati i processi, che seppur con pene molto ridimensionate, portarono a 173 condanne.